# The Greater Love (film 1913 Nestor)
The Greater Love è un cortometraggio muto del 1913. Il nome del regista non viene riportato.

## Produzione
Il film fu prodotto dalla Nestor Film Company.

## Distribuzione
Distribuito dall'Universal Film Manufacturing Company il film - un cortometraggio in una bobina - uscì nelle sale cinematografiche USA il 30 aprile 1913.